# Conservatorio di musica di Oslo
Il Conservatorio di musica di Oslo (in norvegese: Musikkonservatoriet i Oslo) è stato un conservatorio con sede a Oslo.

## Storia
La scuola fu fondata da Ludvig Mathias Lindeman e suo figlio Peter Brynie Lindeman nel 1883 a Christiania (così veniva chiamata Oslo) come scuola d'organo (in norvegese: Organistskolen).
Nel 1885 contava già 174 studenti e fu ribattezzata "Scuola di musica e organo". Peter Brynie Lindeman assunse la direzione della scuola dopo la morte del padre nel 1887. Nel 1892 la scuola prese il nome di Conservatorio di musica di Christiania, rimanendo l'unico conservatorio in Norvegia fino al 1905. Il figlio di Peter, Trygve Lindeman (1896- 1979), che aveva studiato musica a Stoccolma, divenne insegnante alla scuola nel 1921 e ne divenne direttore nel 1930. Dopo il pensionamento di Trygve Lindeman negli anni '60, la direzione dell'istituto fu assunta dalla Fondazione Lindeman (in norvegese: Lindemans Legat). La scuola offriva sia formazione musicale professionale che educazione amatoriale per bambini e adulti.
Dal 1969 il conservatorio fu gestito in convenzione tra la fondazione e il governo. Chiuse definitivamente nel 1973, con l'istituzione della Norwegian Academy of Music.
Gli archivi del conservatorio sono stati amministrati dalla Fondazione Lindeman fino al 2013, quando furono trasferiti nell'Archivio Nazionale. Gli archivi consistono prevalentemente in registri didattici, programmi di concerti e una serie di valutazioni degli studenti. Contiene anche alcuni documenti contabili, compresi i pagamenti degli studenti e i registri salariali. I materiali coprono il periodo dalla fondazione della scuola nel 1883 fino alla sua progressiva chiusura a partire dal 1969/70.

## Alumni celebri
Tra gli artisti più celebri che hanno frequentato il Conservatorio di musica di Oslo figurano:
- Geir Henning Braaten (nato nel 1944), pianista
- Trond Kverno (nato nel 1945), compositore
- Trygve Lindeman (1896–1979), violoncellista e direttore del conservatorio
- Kari Løvaas (nata nel 1939), soprano
- Finn Mortensen (1922–1983), compositore
- Anfinn Øien (1922–2018), organista
- Per Steenberg (1870–1947), organista e compositore
- Fartein Valen (1887–1952), compositore